# Rycza
Rycza – wieś w Polsce położona w województwie lubelskim, w powiecie ryckim, w gminie Nowodwór.
| SIMC    | Nazwa      | Rodzaj    |
| ------- | ---------- | --------- |
| 0388062 | Michałówka | część wsi |

W latach 1975–1998 miejscowość należała administracyjnie do ówczesnego województwa lubelskiego.
Wieś jest sołectwem w gminie Nowodwór. Według Narodowego Spisu Powszechnego z roku 2011 wieś liczyła 176 mieszkańców.
Wierni Kościoła rzymskokatolickiego należą do parafii św. Wojciecha w Nowodworze.